# Сады камней (фильм)
Сады камней (англ. Gardens Of Stone) — кинофильм Фрэнсиса Форда Копполы 1987 года.

## Сюжет
В фильме «Сады камней» бессмысленность войны показана почти в анекдотической форме — с точки зрения членов «Старой Гвардии», которые отдают последние почести погибшим во Вьетнаме солдатам на Арлингтонском Национальном Кладбище. Главный герой, новобранец Джеки Уиллоу, наделён редкостным идеализмом и всё время стремится вырваться из «тёплого местечка» во Вьетнам, предпочитая безопасной жизни исполнение воинского долга. Его старший товарищ (именно товарищ, так как субординация на кладбище соблюдается весьма условно), сержант Хазард, пытается отсрочить встречу юноши с войной. Он сам прошёл Вьетнам и был с почётом демобилизован, чтобы до смерти командовать торжественными похоронами. От такой работы Хазард постепенно сходит с ума. Хотя действие развивается в условиях гражданки, герои фильма живут как будто в тени войны, чувствуя её смертный холод.

## В ролях
- Джеймс Каан — сержант Хазард
- Анжелика Хьюстон — Саманта Дэвис
- Джеймс Эрл Джонс — сержант Нелсон
- Д. Б. Суини — Джеки Уиллоу
- Дин Стоквелл — капитан Томас
- Мэри Стюарт Мастерсон — Рэйчел Фелд
- Дик Энтони Уильямс — сержант Уильямс
- Лонетт Макки — Бетти Рей, жена сержанта Нелсона
- Сэм Боттомс — старший лейтенант Уэббер
- Элиас Котеас — Пит Девебер, клерк
- Лоренс Фишберн — Фланаган, командир отделения Джека Уиллоу
- Кейси Симашко — сержант Альберт Вильдман
- Питер Мастерсон — полковник Фельд
- Карлин Линн — миссис Фельд

## Награды и номинации
В 1987 году фильм «Сады камней» номинировался на Золотой приз ММКФ.